# SCA Arena
SCA Arena är en ishockeyarena i Timrå, norr om Sundsvall i Västernorrlands län. Arenan invigdes den 4 september 1966 och byggdes ut åren 2003 och 2007. Tidigare namn på arenan är  Timrå Isstadion (1966–2003, 2015–2016), Sydkraft Arena (2003–2005), Eon Arena (2005–2015), NHK Arena (2016–2020) och NHC Arena (2020-2023). Från och med säsongen 2023/2024 heter arenan SCA Arena (2023-). Publikkapaciten är 5 800 personer vid evenemang och ishockeylaget Timrå IK har SCA Arena som sin hemmaplan. I anslutning till arenan finns Lill-Strimma-hallen uppförd år 1991 som är en träningsrink för Timrå IK:s ungdomslag.

## Historik
Timrå Isstadion, (vardagligt "Isladan"), invigdes den 4 september 1966, men när den byggdes om 2003 fick den namnet Sydkraft Arena. I februari 2005 ändrades arenanamnet till Eon Arena då namnsponsorn Sydkraft uppgick i Eon-koncernen. Den 30 april 2015 löpte avtalet ut mellan Timrå IK och Eon Sverige, och Eon Sverige valde att inte förlänga avtalet, då koncernen beslutat att avsluta sponsring inom ishockey. I slutet av augusti 2015 plockades skyltarna ned från arenan, och Timrå förde ny dialog med företag om namnsponsring. Under en period mellan två arenasponsorer 2015-2016, hette arenan åter igen Timrå Isstadion. Den 26 april 2016 meddelade Timrå IK att ett treårsavtal med Norrlands Hall & Kapell träffats för arenanamnet NHK Arena. År 2020 bytte sponsorföretaget namn från NHK - Norrlands Hall & Kapell - till NHC - Northern Hall And Cover, därmed bytte även arenan namn till NHC Arena.

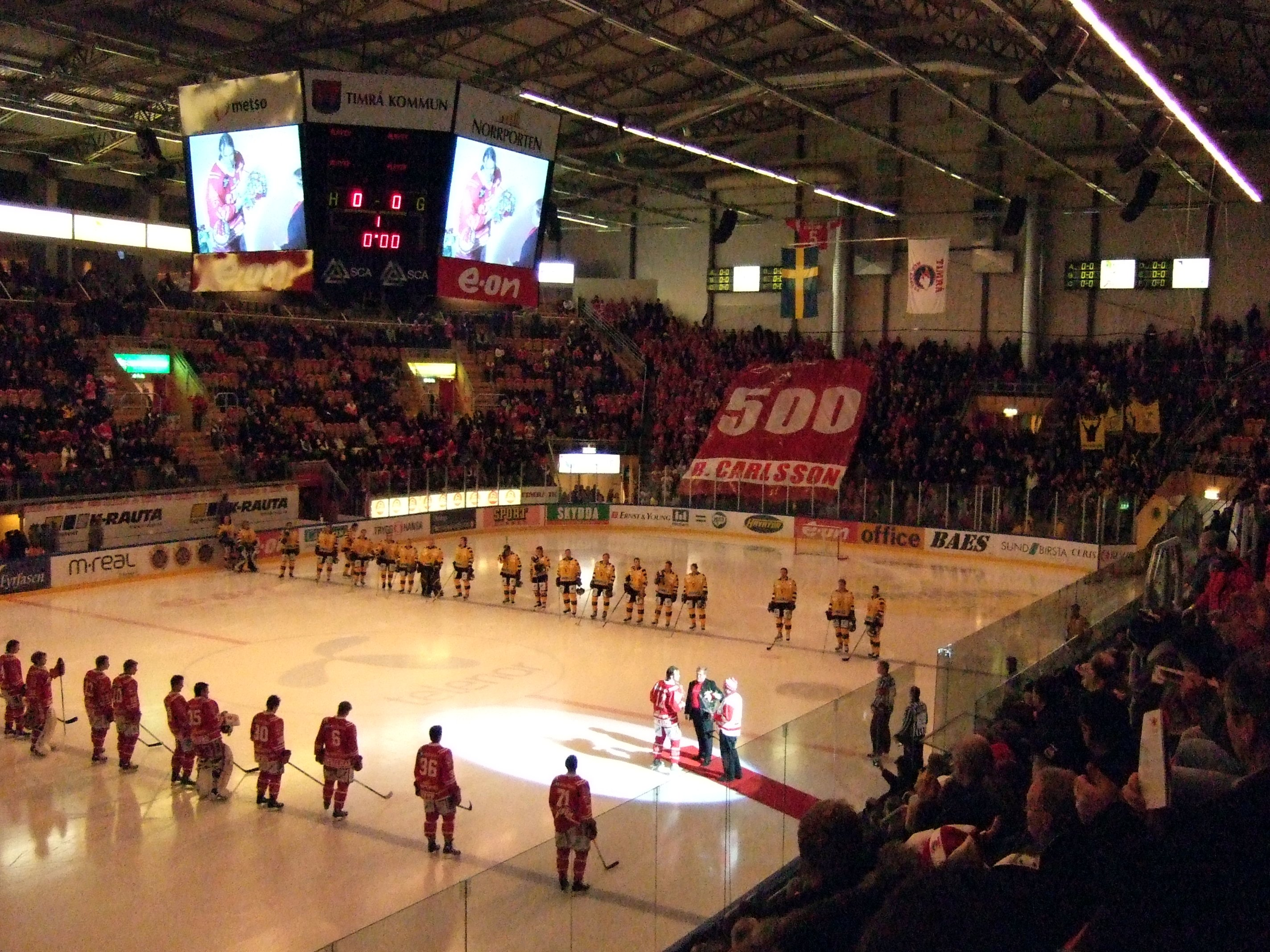
Interiörbild från NHC Arena med klackläktaren Västra stå.

Inför säsongen 2006/2007 införskaffades en mediakub till arenan. Eon Arena byggdes inför säsongen 2007/2008 ut med sittplatser ovanför logerna och har nu en publikkapacitet på 5 800 åskådare, varav 1 400 ståplatser på klackläktaren Västra stå. Publikrekordet på 11 695 är från 1972 och sattes i ett möte med Brynäs. Siffran anger endast betalande åskådare, men antalet var i realiteten högre eftersom grindarna till hallen forcerades och ett stort antal personer trängde sig in utan att betala.
Den 24 augusti 2015 beslutade Timrå kommun att köpa arenan av Timrå IK. Dagen efter beslutat, som togs av 25 röstade för beslutet och 12 emot, överklagade Moderaterna, Kristdemokraterna, Folkpartiet och Nätverk Timrå arenaaffären, som man ansåg stred mot kommunallagen, till förvaltningsrätten. Förvaltningsrätten avslog begäran om inhibition, och kommunfullmäktiges beslut om att köpa arenan kvarstod. Förvaltningsrätten skulle dock pröva om köpet var lagligt under 2016. Den 28 augusti 2015 presenterades det nya hyresavtalet mellan Timrå kommun och Timrå IK, där avtalet skrevs på 20 år och kommer gälla fram till 2035. Avtalet är skrivet så att någon av parterna tidigast kan säga upp det 2020 för omförhandling av hyresbeloppet. Hyresbeloppet är avtalat att Timrå betalar en miljon kronor för perioden september-december 2015, tre miljoner i hyra för 2016, fyra miljoner i hyra för 2017 och från 2018 till 2035 avtalades en årshyra på fem miljoner kronor.

## Mediakub

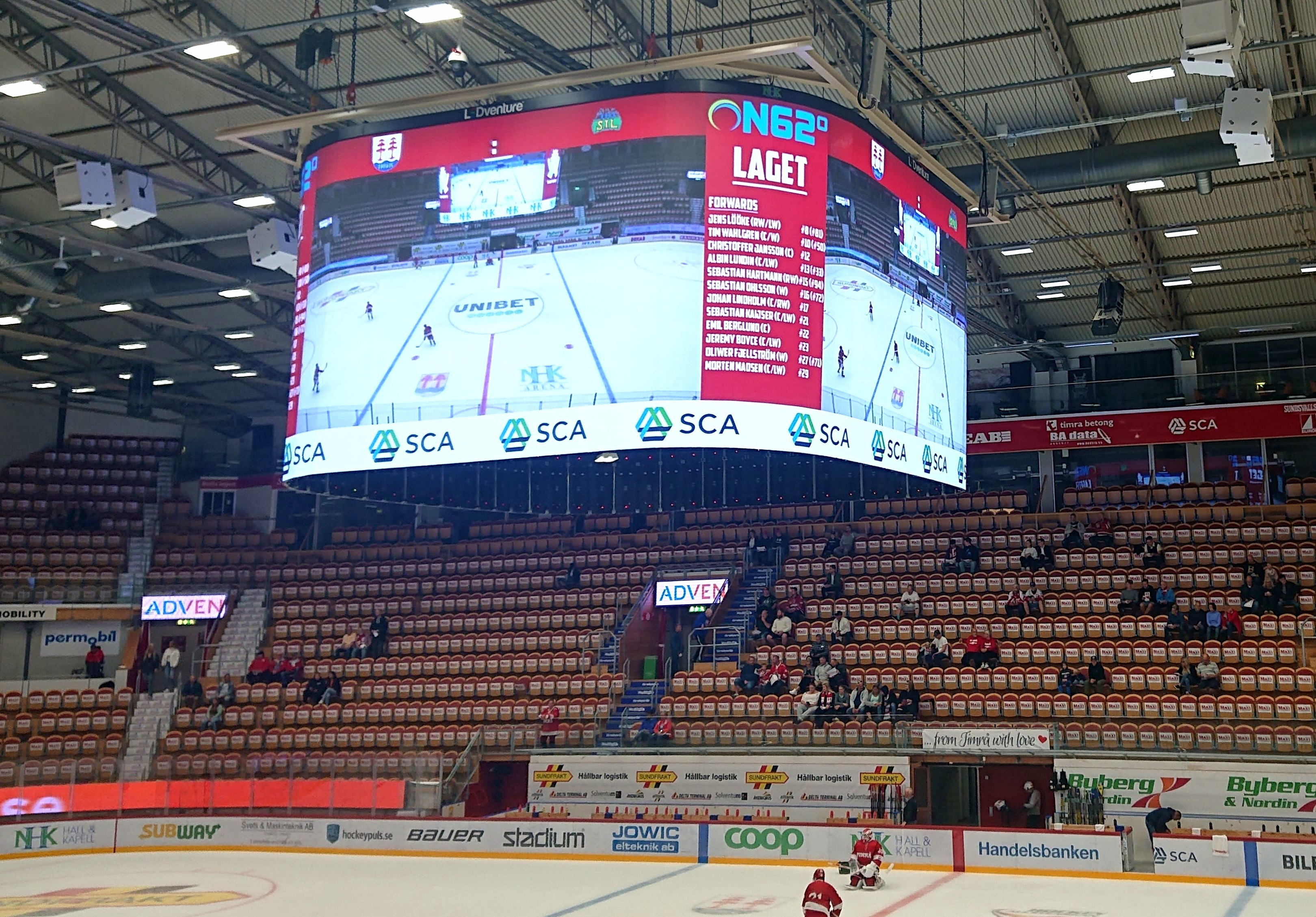
Vy över södra läktaren och mediakuben.

I oktober 2018 installerades en mediakub med en skärmyta på 170 kvadratmeter i NHC Arena. Den ersatte den tidigare projektorbaserade mediakuben som monterades i arenan år 2005. Skärmen på nuvarande mediakuben är LED och har en bildkvalitet på 6,25 mm pixeltäthet vilket ger en skarpare bild än den tidigare varianten. Mediakuben används under matcher bland annat för att visa livebilder, repriser, reklam, filminslag, matchens resultat, matchklocka och parallella resultat i övriga matcher. Vid invigningen den 18 oktober 2018 i matchen mot Rögle BK var den Sveriges största i sitt slag.

## Lill-Strimma hallen
I början på 1990-talet växte behovet fram av ännu en ishockeyhall i Timrå. Ungdomslagen hade ofta tider sent i Timrå Isstadion eller fick spela på utomhusrinkar. Genom en gemensam finansiering av Timrå kommun och ideella krafter byggdes Lill-Strimmahallen. Hallen uppkallades efter den tidigare Timråspelaren Lennart Svedberg (ofta kallad Lill-Strimma) som omkom i en bilolycka vid 28 års ålder. Hallen stod klar till säsongen 1991/1992 och var då Sveriges 251:a ishall. Den 16 december 1994 invigdes hallen officiellt som då skulle blivit dagen för Lill Strimmas 50-årsdag om han hade levt. Kostnaden för Lill-Strimmahallen uppgick till 16 miljoner kronor och hallen har en kapacitet för 300 åskådare.

## Bilder

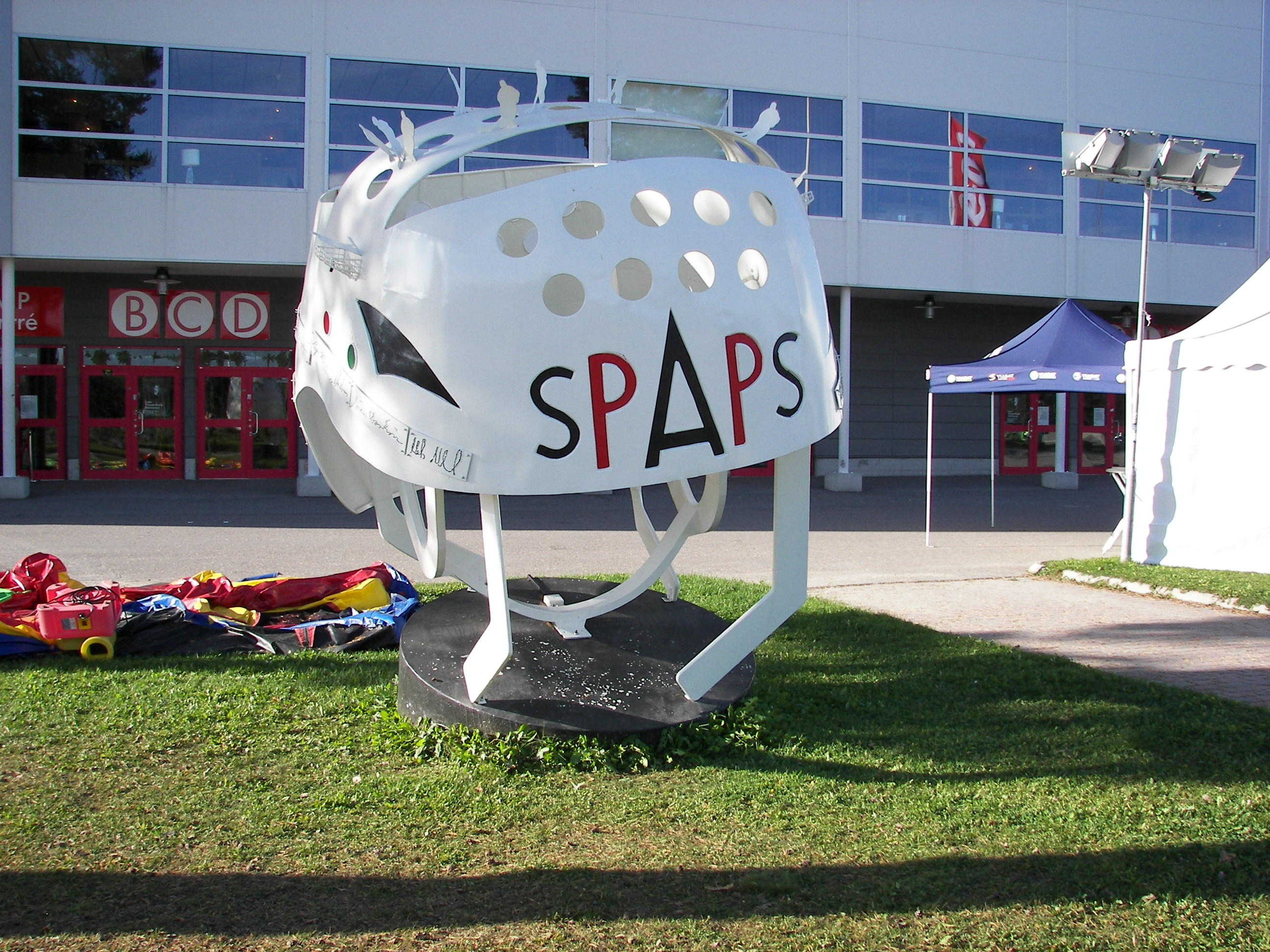
Konstverk av Anders Åberg, en hjälm i skala 10:1 utanför arenan.
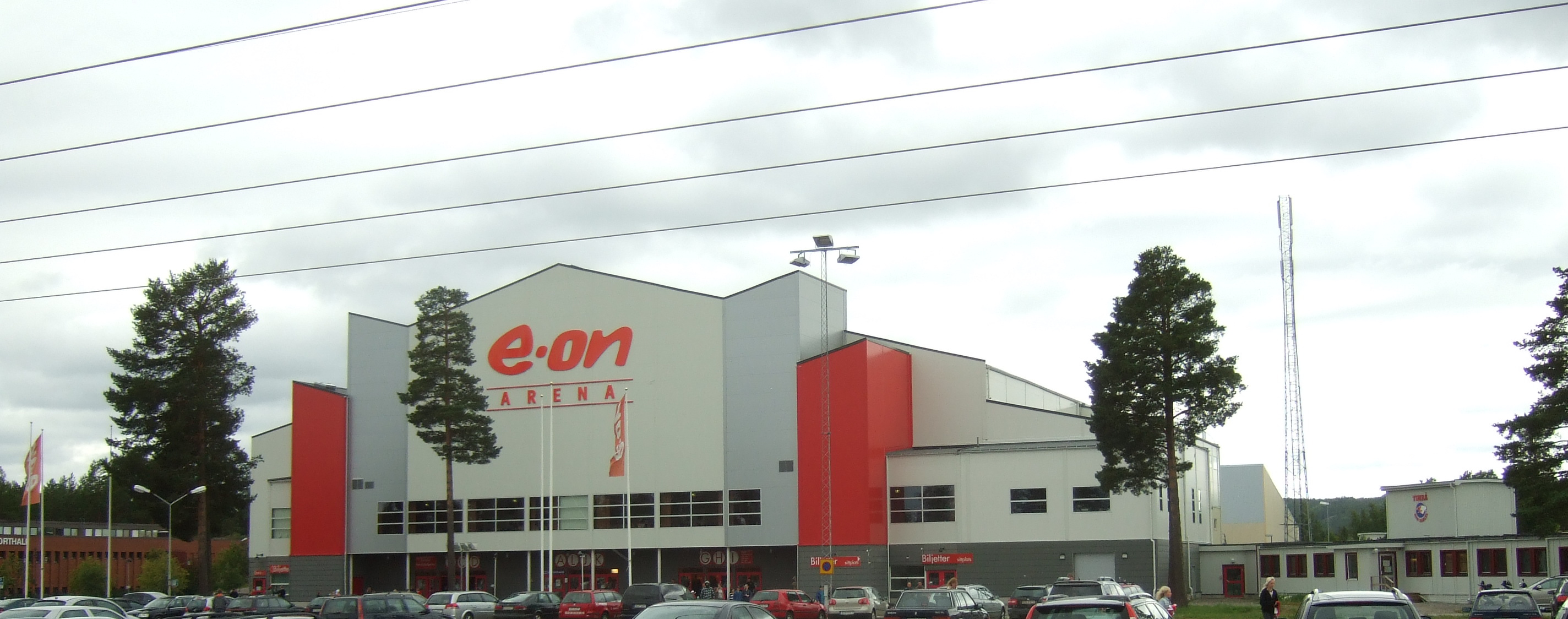
E.ON Arena år 2008.
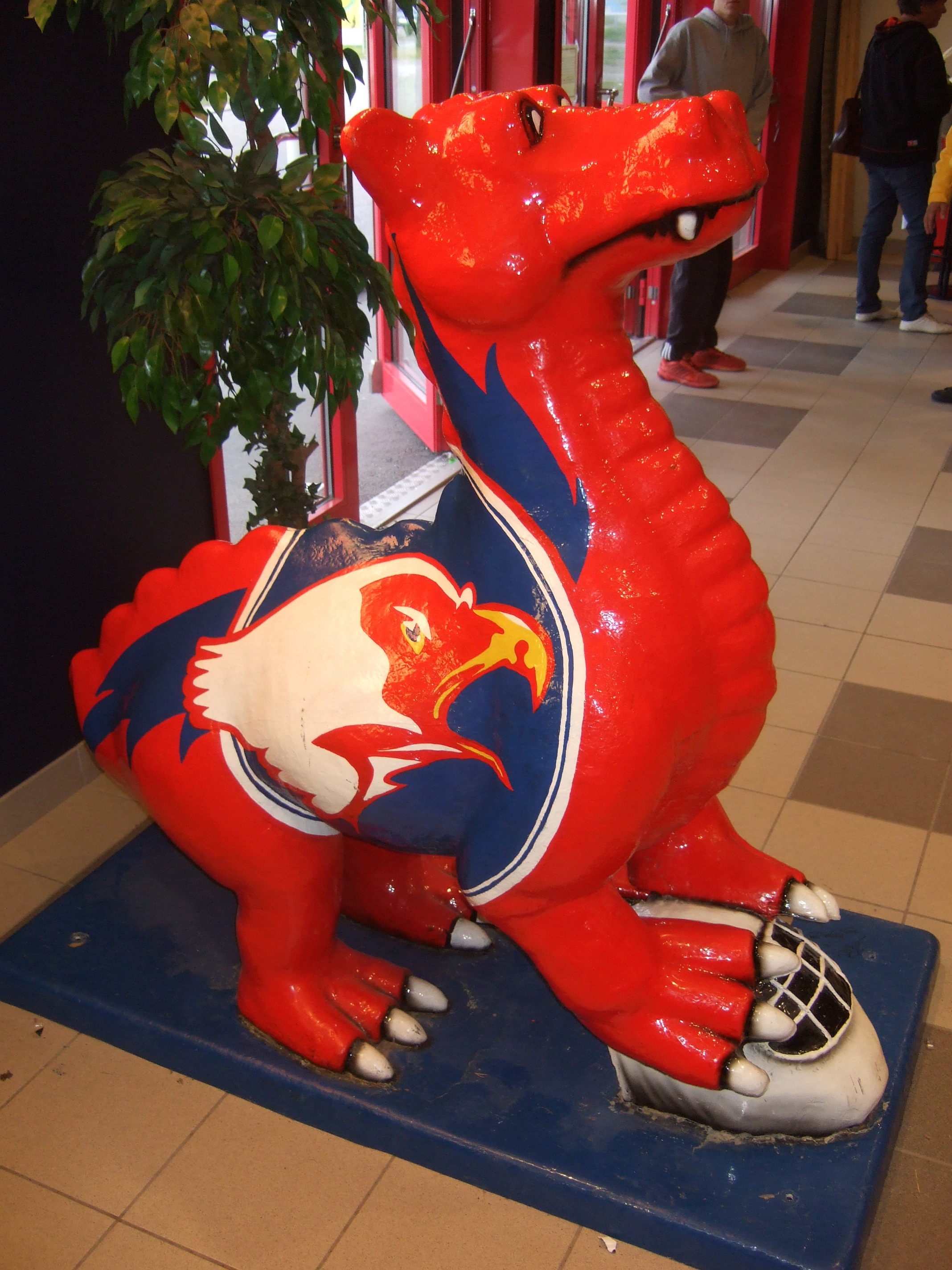
Sundsvallsdrake med Timrå IK:s tidigare emblem.
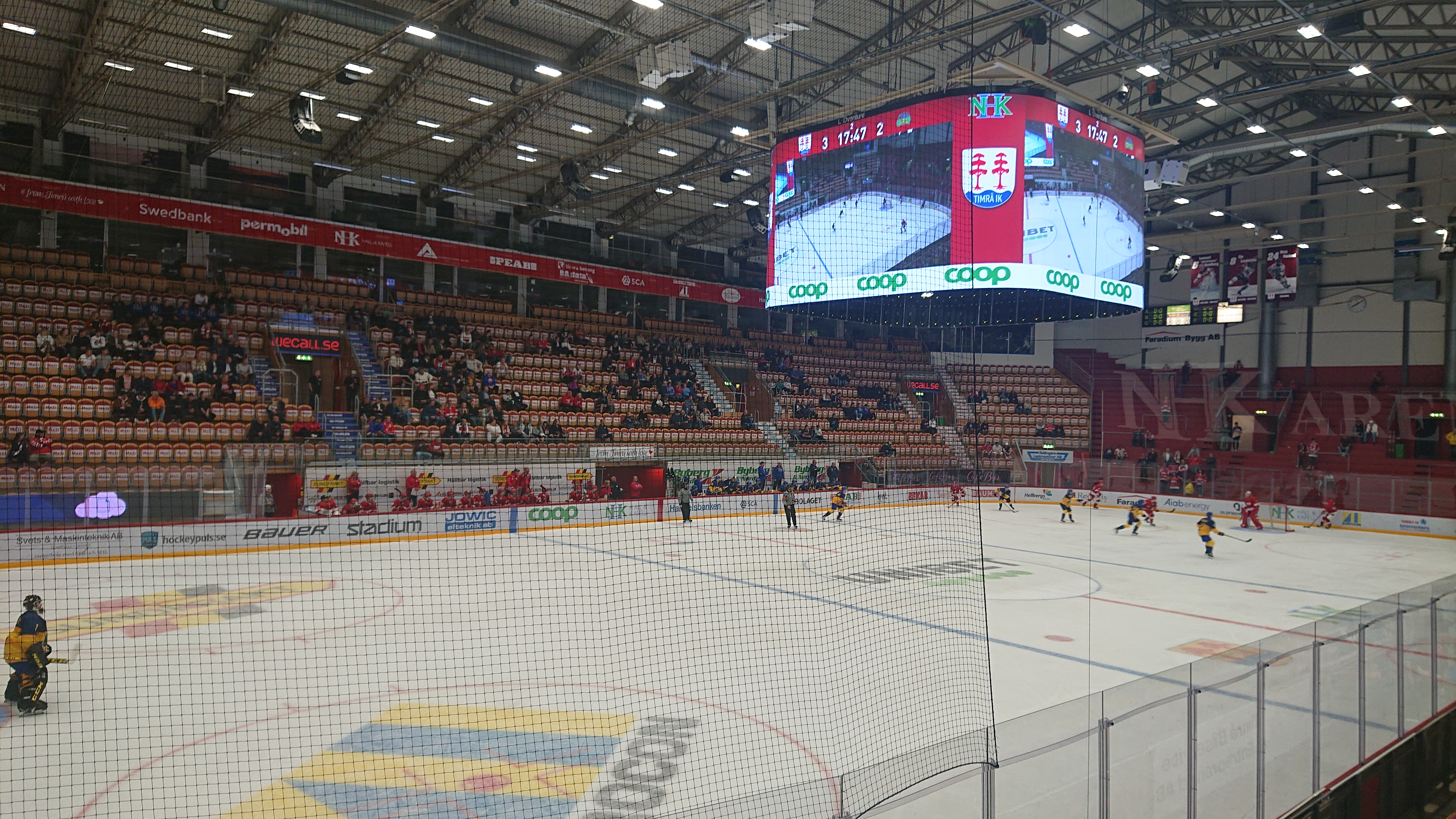
Träningsmatch i augusti 2019.